# Neil Benjamin
Neil Benjamin (Couva, 20 agosto 1994) è un calciatore trinidadiano, attaccante del W Connection.

## Carriera

### Club
In carriera ha giocato 11 partite per la CONCACAF Champions League, realizzandovi anche una rete.

### Nazionale
Nel 2017 ha esordito in nazionale.

## Statistiche

### Cronologia presenze e reti in nazionale
| Cronologia completa delle presenze e delle reti in nazionale ― Trinidad e Tobago | Cronologia completa delle presenze e delle reti in nazionale ― Trinidad e Tobago | Cronologia completa delle presenze e delle reti in nazionale ― Trinidad e Tobago | Cronologia completa delle presenze e delle reti in nazionale ― Trinidad e Tobago | Cronologia completa delle presenze e delle reti in nazionale ― Trinidad e Tobago | Cronologia completa delle presenze e delle reti in nazionale ― Trinidad e Tobago | Cronologia completa delle presenze e delle reti in nazionale ― Trinidad e Tobago | Cronologia completa delle presenze e delle reti in nazionale ― Trinidad e Tobago |
| Data                                                                             | Città                                                                            | In casa                                                                          | Risultato                                                                        | Ospiti                                                                           | Competizione                                                                     | Reti                                                                             | Note                                                                             |
| -------------------------------------------------------------------------------- | -------------------------------------------------------------------------------- | -------------------------------------------------------------------------------- | -------------------------------------------------------------------------------- | -------------------------------------------------------------------------------- | -------------------------------------------------------------------------------- | -------------------------------------------------------------------------------- | -------------------------------------------------------------------------------- |
| 25-8-2017                                                                        | Port of Spain                                                                    | Trinidad e Tobago                                                                | 1 – 2                                                                            | Giamaica                                                                         | Amichevole                                                                       | -                                                                                | 81’                                                                              |
| 15-11-2017                                                                       | Couva                                                                            | Trinidad e Tobago                                                                | 1 – 1                                                                            | Guyana                                                                           | Amichevole                                                                       | -                                                                                | 82’                                                                              |
| 11-8-2019                                                                        | Georgetown                                                                       | Saint Vincent e Grenadine                                                        | 1 – 0                                                                            | Trinidad e Tobago                                                                | Amichevole                                                                       | -                                                                                | 46’                                                                              |
| Totale                                                                           |                                                                                  | Presenze                                                                         | 3                                                                                |                                                                                  | Reti                                                                             | 0                                                                                |                                                                                  |